# Maruny
Maruny (deutsch  Groß Maraunen) ist ein Ort in der polnischen Woiwodschaft Ermland-Masuren. Er gehört zur Gmina Barczewo (Stadt-und-Land-Gemeinde Wartenburg in Ostpreußen) im Powiat Olsztyński (Kreis Allenstein).

## Geographische Lage
Maruny liegt im Westen der Woiwodschaft Ermland-Masuren, 14 Kilometer nordöstlich der Kreis- und Woiwodschaftshauptstadt Olsztyn (deutsch Allenstein).

## Geschichte

### Ortsgeschichte
Als Kunlawken wurde der Gutsort mit den späteren Namen Merunen, Merunendorf und Groß Maraunen im Jahre 1349 gegründet. 1785 wurde er als „adliges Gut und Bauerndorf Maraunen“ im Amt Wartenburg im Kreis Heilsberg mit 16 Feuerstellen erwähnt.
Am 7. Mai 1874 wurde Groß Maraunen Sitz des neu errichteten Amtsbezirks Maraunen, der bis 1945 bestand und zum Kreis Allenstein im Regierungsbezirk Königsberg (ab 1905: Regierungsbezirk Allenstein) in der preußischen Provinz Ostpreußen gehörte.
Im Jahre 1910 zählte der Gutsbezirk Groß Maraunen 174 Einwohner. Am 30. September 1928 vergab Groß Maraunen seine Selbständigkeit und wurde nach Neu Maraunen (polnisch Biedowo) eingemeindet. Am gleichen Tag wurde die Gemeinde Neu Maraunen in „Maraunen“ umbenannt.
In Kriegsfolge kam das gesamte südliche Ostpreußen 1945 zu Polen. Die Ortschaft Groß Maraunen erhielt die polnische Namensform „Maruny“, während die Gemeinde Maraunen polnisch „Biedowo“ genannt wurde. Das kleine Dorf Maruny ist heute ein Teil der Stadt-und-Land-Gemeinde Barczwo (Wartenburg i. Ostpr.) im Powiat Olsztyński (Kreis Allenstein), 1975 bis 1998 der Woiwodschaft Olsztyn, seither der Woiwodschaft Ermland-Masuren zugehörig.

### Amtsbezirk Maraunen (1874–1945)
Zum Amtsbezirk Maraunen gehörten bei seiner Errichtung fünf Orte, am Ende waren es aufgrund struktureller Veränderungen nur noch zwei:
| Deutscher Name                   | Polnischer Namen | Anmerkungen                                    |
| -------------------------------- | ---------------- | ---------------------------------------------- |
| Alt Wartenburg                   | Barczewko        |                                                |
| Groß Maraunen                    | Maruny           | 1928 nach Neu Maraunen eingemeindet            |
| Klein Damerau                    | Dąbrówka Mała    | wohl ebenfalls nach Neu Maraunen eingegliedert |
| Neu Maraunen 1928–1945: Maraunen | Biedowo          |                                                |
| Reuschhagen                      | Ruszajny         | in die Stadt Wartenburg eingegliedert          |

Im Januar 1945 bildeten lediglich noch Alt Wartenburg und Maraunen den Amtsbezirk Maraunen.

## Kirche
Bis 1945 war Groß Maraunen in die evangelische Kirche Wartenburg (Ostpreußen) (polnisch Barczewo) in der Kirchenprovinz Ostpreußen der Kirche der Altpreußischen Union, außerdem in die römisch-katholische Kirche St. Anna in Wartenburg eingepfarrt.
Während Maruny katholischerseits weiterhin zu Barczewo, nun im Erzbistum Ermland gelegen, gehört, ist der Ort evangelischerseits der Christus-Erlöser-Kirche Olsztyn (Allenstein) zugeordnet. Sie gehört zur Diözese Masuren der Evangelisch-Augsburgischen Kirche in Polen.

## Verkehr
Maruny liegt an einer Nebenstraße, die unweit von Barczewo (Wartenburg) bei Dąbrówka Mała (Klein Damerau) der der polnischen Landesstraße 16 (einstige deutsche Reichsstraße 127) abzweigt und über Szynowo (Schönau) bis nach Tuławki (Tollack) in der Gmina Dywity (Landgemeinde Diwitten) führt. Eine Bahnanbindung besteht nicht.

## Persönlichkeiten

### Aus dem Ort gebürtig
- Paul Kunckel (* 27. Juni 1844 in Groß Maraunen), deutscher Richter und Kommunalbeamter († 1925)